# Harre Sogn
Harre Sogn er et sogn i Salling Provsti (Viborg Stift).
I 1800-tallet var Harre Sogn anneks til Hjerk Sogn. Begge sogne hørte til Harre Herred i Viborg Amt. Hjerk-Harre sognekommune blev ved kommunalreformen i 1970 indlemmet i Sallingsund Kommune, som ved strukturreformen i 2007 indgik i Skive Kommune.
I Harre Sogn ligger Harre Kirke.
I sognet findes følgende autoriserede stednavne:
- Dalstrup (bebyggelse, ejerlav)
- Harre (bebyggelse, ejerlav)
- Harre Bjerg (bebyggelse)
- Harre Nor (vandareal)
- Harre Vejle (areal)
- Harre Vig (bebyggelse)
- Sønderup (bebyggelse)